# Hovhannēs Patkerahan
Hovhannēs Patkerahan (en arménien Հովհաննես Պատկերահան) également appelé Hovhannēs Ipogahan (en arménien Հովհաննես Պատկերահան) et en italien Giovannices Arini Armeno, né en 1695 à Césarée (Empire ottoman) et mort en 1758 à Albano Laziale, est un peintre et homme de religion arménien.

## Biographie
Patkerahan naît à Césarée en 1695, d'une mère arménienne et  d'un père musulman. Son père meurt alors qu'il est âgé de quatre ans et il se retrouve sous la garde de sa tante et de son mari, marchand. Il déménage avec eux à Alep, où il est baptisé en secret, remplaçant son prénom musulman par celui de Hovhannes. Il déménage d'Alep à Tripoli, puis à Beyrouth, à Marseille et enfin à Rome, où il devient soldat-garde du palais papal. Il consacre une partie du salaire qu'il reçoit à ses études et commence à maîtriser l'art de la peinture, qu'il aime depuis son enfance. Patkerahan commence à peindre à l'âge de 13-14 ans. À partir de 1720, il signe « Hovhannes Ipogahan ».
Patkerahan noue des liens étroits avec la congrégation des Sœurs dévouées de Jésus et de Marie établie à Albano (près de Rome) et sa fondatrice Maria Maggiori. En 1718, il rencontre Mékhitar de Sébaste à Rome et restera en contact avec lui tout le reste de sa vie. Tout en effectuant une carrière dans l'armée (1716-1740), il reste engagé dans son travail favori : la peinture d'icônes et de tableaux. Ses œuvres principales sont dédiées au monastère San Lazzaro degli Armeni, à Venise, et au couvent d'Albano.

## Œuvres principales
Sur commande de Mékhitar de Sébaste, il réalise un certain nombre de tableaux : Naissance de la Vierge, 1719, Grigor Lussavoritch, 1720, Saint Antoine le Déserteur, 1741, Saint Benoît, 1742, Crucifixion, 1742 ; tous étant conservés au monastère San Lazzaro degli Armeni, à Venise.
Notre-Dame des Douleurs est son tableau le plus connu du couvent Maria Maggiore, à Albano.
L'œuvre de Patkerahan est dotée d'un esprit romantique, d'un sens profond de la composition, de la perspective et du dessin, réalisé avec certaines limites de la peinture. Son autobiographie, ses lettres (congrégation mékhitariste du monastère San Lazzaro), son testament et sa sépulture à Albano ont été conservés.